# Surrounded by Silence
Surrounded by Silence to trzeci album Prefuse 73 wydany w 2005 roku. W nagraniu udział brali członkowie Wu-Tang Clan, Ghostface Killah, Masta Killa i GZA

## Lista utworów
1. "I’ve Said All I Need to Say About Them" (Intro) – 3:33
2. "Hideyaface" (gośc. Ghostface, El-Producto) – 3:13
3. "Bad Memory" (Interlude One) – 0:39
4. "TY versus Detchibe" (gośc. Tyondai Braxton) – 3:21
5. "Expressing Views is Obviously Illegal" – 3:41
6. "Pastel Assassins" (gośc. School of Seven Bells) – 4:26
7. "Pagina Dos" (gośc. The Books) – 2:28
8. "Silencio Interlude" – 0:56
9. "Now You're Leaving" (gośc. Camu Tao) – 2:38
10. "Gratis" (Pedro vs. Prefuse) – 4:51
11. "We Go Our Own Way" (gośc. Blonde Redhead) – 3:19
12. "Mantra Two" (gośc. Tyondai Braxton) – 1:06
13. "Sabbatical With Options" (gośc. Aesop Rock) – 2:44
14. "It's Crowded" (gośc. School of Seven Bells) – 4:53
15. "Just the Thought" (gośc. Masta Killa i GZA) – 3:37
16. "La Correcion Exchange" (gośc. Nobody) – 4:15
17. "Hide Ya Face" (Reminder Version) – 1:34
18. "Morale Crusher" (gośc. Beans) – 1:13
19. "Minutes Away Without You" – 3:48
20. "Rain Edit" (Interlude) – 1:36
21. "And I'm Gone" (gośc. Prefuse vs. Piano Overload vs. Broadcast vs. Café Tacuba) – 2:55